# Сен-Нольф
Сен-Нольф (фр. Saint-Nolff) — коммуна на северо-западе Франции, находится в регионе Бретань, департамент Морбиан, округ Ван, кантон Ван-3. Расположена в 10 км к северо-востоку от Вана. Через территорию коммуны проходит национальная автомагистраль N166.
Население (2019) — 3 847 человек.

## Достопримечательности
- Церковь Святого Майоля Клюнийского XV—XVII веков
- Часовня Святой Анны XV века
- Мельница Гурвинек XVI века

## Экономика
Структура занятости населения:
- сельское хозяйство — 2,3 %
- промышленность — 41,1 %
- строительство — 7,3 %
- торговля, транспорт и сфера услуг — 35,7 %
- государственные и муниципальные службы — 13,6 %

Уровень безработицы (2018) — 10,1 % (Франция в целом — 13,4 %, департамент Морбиан — 12,1 %). 

Среднегодовой доход на 1 человека, евро (2018) — 23 620 (Франция в целом — 21 730, департамент Морбиан — 21 830).

## Демография
Динамика численности населения, чел.

## Администрация
Пост мэра Сен-Нольфа с 2014 года занимает Надин Ле Гоф-Карнек (Nadine Le Goff-Carnec). На муниципальных выборах 2020 года возглавляемый ею независимый блок одержал победу в 1-м туре, получив 54,00 % голосов.
| Период | Период | Фамилия             | Партия                  | Примечания                                                                    |
| ------ | ------ | ------------------- | ----------------------- | ----------------------------------------------------------------------------- |
| 1971   | 1977   | Ален Селлен         |                         |                                                                               |
| 1977   | 1988   | Жан Эмберсо         |                         | инженер-конструктор                                                           |
| 1988   | 1989   | Жозеф Каменен       |                         |                                                                               |
| 1989   | 1995   | Жак Тезье           |                         |                                                                               |
| 1995   | 2014   | Жоэль Лаббе         | Европа Экология Зелёные | ассистент техника лаборатории, сенатор, член Генерального совета департамента |
| 2014   |        | Надин Ле Гоф-Карнек |                         | главный контролер государственных финансов                                    |

## Побратимы
- Педрахас-де-Сан-Эстебан, Испания

## Культура
В Сен-Нольфе ежегодно в августе проходит музыкальный фестиваль экстремального метала Motocultor Festival

## Галерея

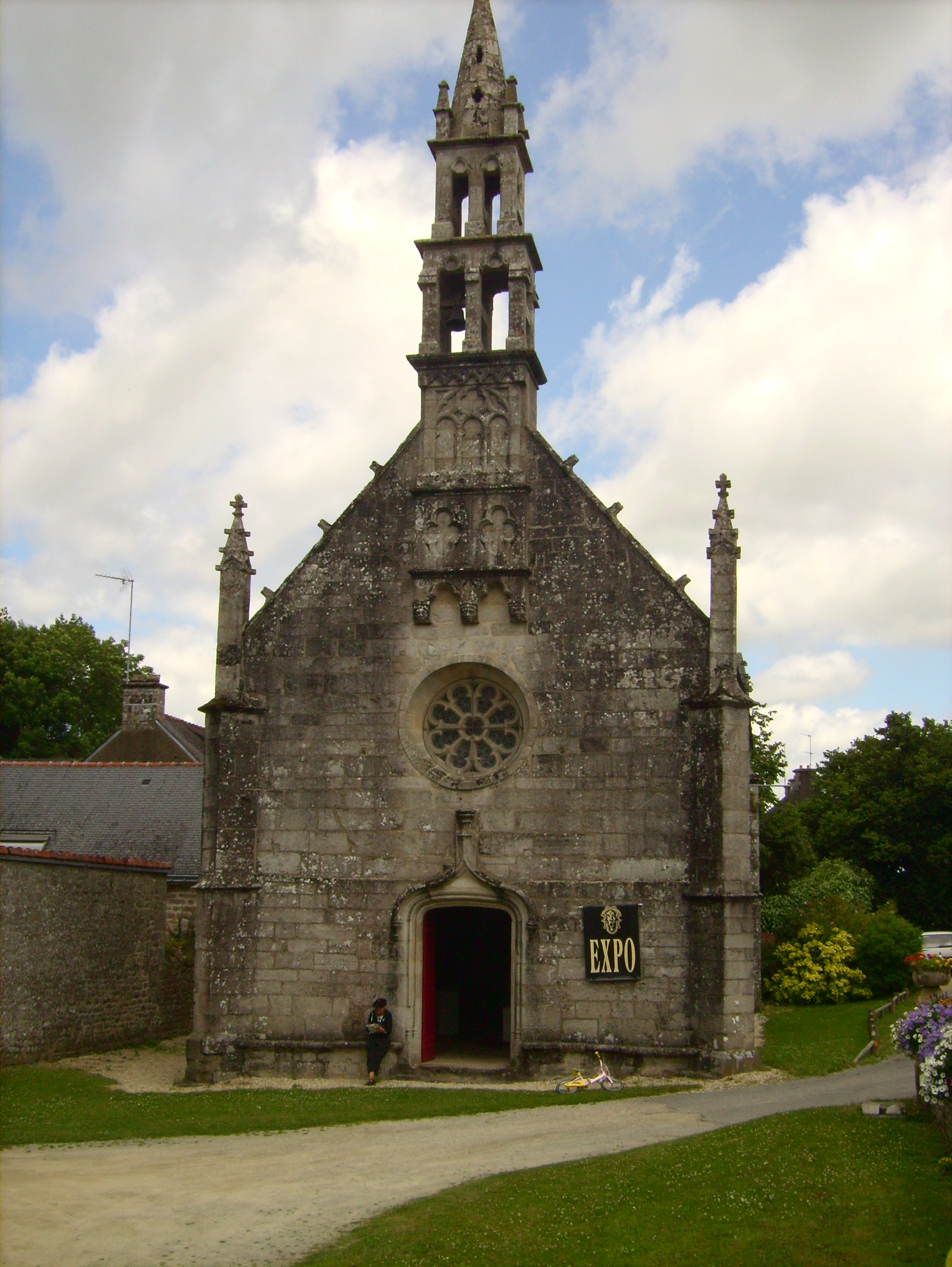
Часовня Святой Анны
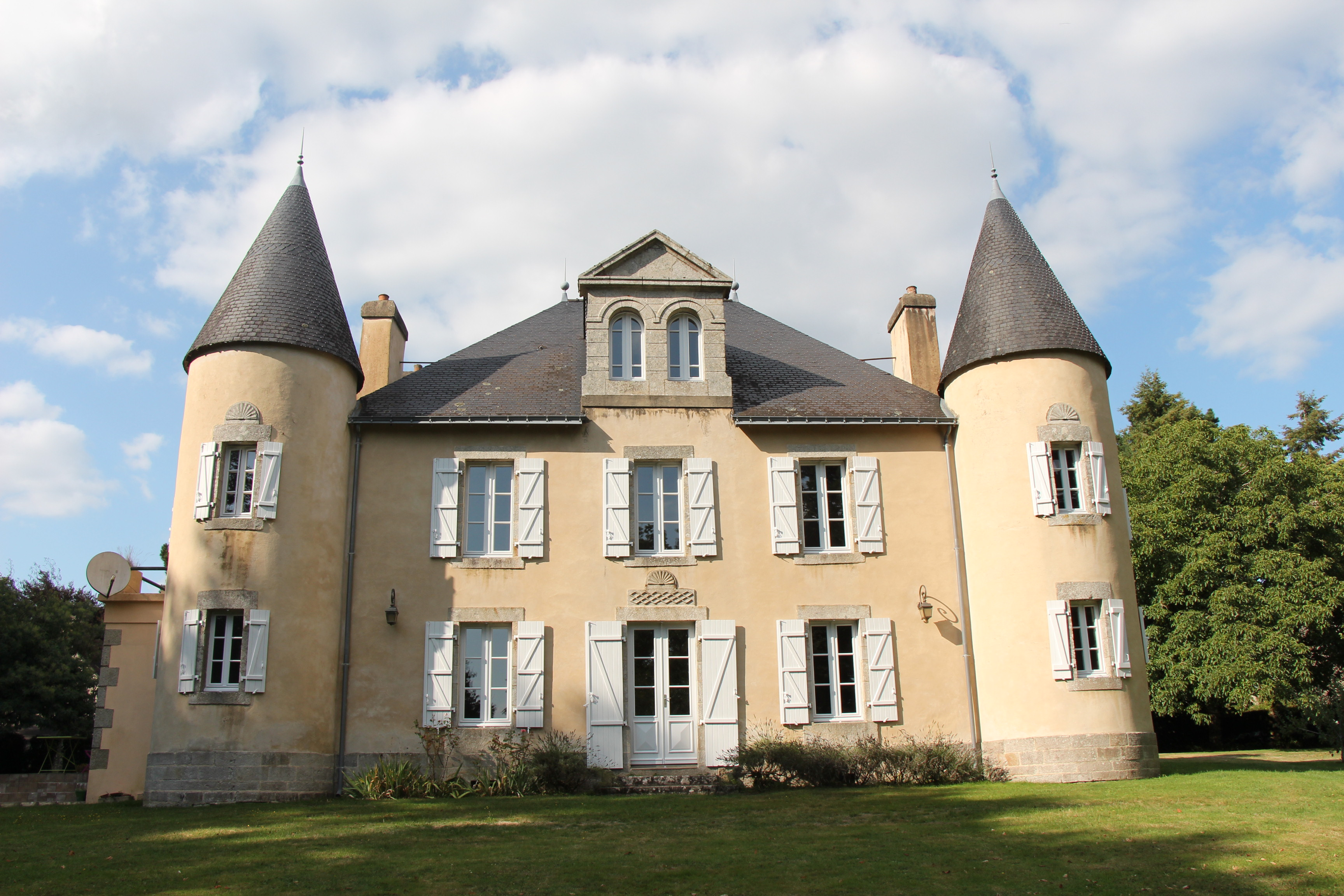
Шато Бези
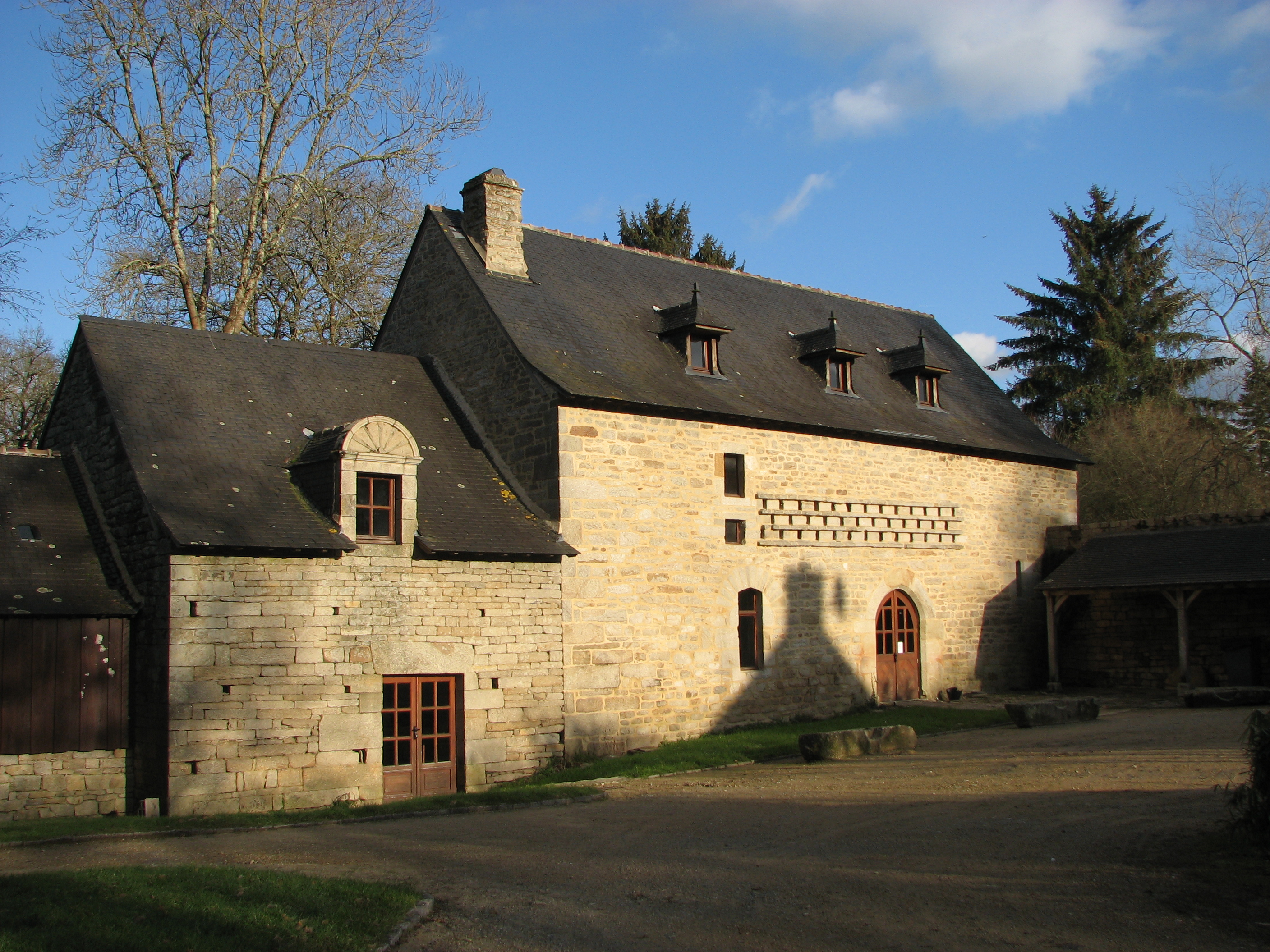
Мельница Гурвинек